# Andelspartiaffären
Andelspartiaffären (finska: Osuustukkukauppa, förk. OTK var en 1917 grundad centralaffär i Finland för den framstegsvänliga handelslagsrörelse, E-rörelsen.
År 1933 var de ingående föreningarna som även var sammanslutna i de ideella Konsumtionsandelslagens centralförbund (KK), hade en omsättning på 605 miljoner finska mark och ägde bland annat egen kvarn, margarinfabrik, kafferosteri och tändsticksfabrik med mera. Man hade vid samma tid 252 925 medlemmar och 1 679 anslutna butiker. 
OTK och 39 av dess medlemsandelsaffärer, förutom Elanto, sammanslogs 1983 till ett nytt kooperativt storföretag, E-osuuskunta Eka, som 1987 tillsammans med byggföretaget Haka och försäkringsbolaget Kansa bildade en koncern. Då de två sistnämnda 1993 gick i konkurs råkade även Eka i svårigheter och ombildades 1994 till Tradeka. 